# Golobrdci
Golobrdci su naselje u Republici Hrvatskoj u Požeško-slavonskoj županiji, u sastavu grada Požege.

## Zemljopis
Golobrdci su smješteni oko 5 km sjeverno od Požege, susjedna naselja su Štitnjak na zapadu i Mihaljevci na istoku.

## Stanovništvo
Prema popisu stanovništva iz 2011. godine Golobrdci su imali 332 stanovnika.
| broj stanovnika | 122   | 140   | 149   | 163   | 224   | 261   | 250   | 272   | 271   | 277   | 354   | 393   | 373   | 395   | 397   | 332   | 278   |
|                 | 1857. | 1869. | 1880. | 1890. | 1900. | 1910. | 1921. | 1931. | 1948. | 1953. | 1961. | 1971. | 1981. | 1991. | 2001. | 2011. | 2021. |